# Lagardère Sports
Vous pouvez aider à l'améliorer ou bien discuter des problèmes sur sa page de discussion.
- Il ne s’appuie pas, ou pas assez, sur des sources secondaires ou tertiaires. (Marqué depuis mars 2017)
- Il est à actualiser. Certains passages sont obsolètes ou annoncent des événements désormais passés. (Marqué depuis mars 2017)

- Archive Wikiwix
- Bing
- Cairn
- DuckDuckGo
- E. Universalis
- Gallica
- Google
- G. Books
- G. News
- G. Scholar
- Persée
- Qwant
- (zh) Baidu
- (ru) Yandex
- (wd) trouver des œuvres sur Wikidata

Lagardère Sports S.A.S., anciennement Sportfive S.A. est une entreprise qui gère les droits marketing et audiovisuels sportifs. Elle faisait partie de Lagardère Sports and Entertainment à partir de 2015, et en 2020 l'intitulé est Lagardère Live Entertainment pour ce qui concerne le groupe Lagardère, le nom de ce qui est passé sous contrôle britannique portant l'appellation Sportfive.  
Lagardère Sports S.A.S. propose des services de gestion du sport professionnel aux entités administratives, elle commercialise des camps d'entrainement et des matchs amicaux pour des équipes et fédérations et exploite les droits marketing des sportifs.
Cette société proposait également aux entreprises des programmes de sponsoring, de relations publiques et de partenariats. Le football était le cœur du portefeuille de Lagardère Sports, mais il comprend désormais des événements comme les Jeux-Olympiques et divers sports comme le handball, le tennis, le rugby à XV, la voile, le basket-ball, ou encore les sports mécaniques. Ces activités ont été conservées au sein de Lagardère Live Entertainment. 
Elle avait un réseau d'environ 500 employés présents sur 14 pays, dans 5 continents, et peut ainsi être présente sur des réseaux locaux.

## Histoire
L'entreprise est née en 2001 d'une fusion des agences de marketing de RTL Group et de Canal+. Acquis en novembre 2006 par le groupe Lagardère pour 865 millions d'euros. Sportfive a dégagé en 2006 un chiffre d'affaires d'environ 500 millions d'euros.
En septembre 2015, Sportfive ainsi que World Sport Group, IEC in Sports, Sports Marketing and Management et Lagardère Unlimited Inc. sont intégrées dans une nouvelle entité, Lagardère Sports and Entertainment.

### Portefeuille de droits marketing
Sportfive entretient des liens avec les clubs de l'AJ Auxerre, AS Saint-Etienne, OGC Nice, Olympique lyonnais, Racing Club de Lens, Valenciennes FC, Red Star FC, Borussia Dortmund, Hertha BSC, Juventus, Spartak Moscou, Manchester City, Newcastle United, mais également avec l'Allianz Golf Open de Lyon et Allianz Golf Open Grand Toulouse.

### Portefeuille de droits hospitalité
Sportfive est également l'agence officielle de relations publiques d'événements sportifs et culturels : Roland-Garros, opéras, ballets, golf, équitation, les Masters de Paris-Bercy, la formule 1, finale de la Ligue des Champions 2013, Stade français.

### Portefeuille de droits média
Sportfive assure pour la FIFA la distribution mondiale des droits médias fixes. Ceci concerne tous les supports digitaux et électroniques tels que DVD, VHS, ou PSP entre autres.
En Europe, actuellement, Sportfive représente les intérêts commerciaux de 37 fédérations sportives européennes, dont elle distribue notamment les droits médias des matchs qualificatifs de la Coupe du monde de football 2010 et des euro 2008 et 2012. Sportfive collabore également avec plusieurs ligues européennes majeures pour lesquelles elle commercialise certains droits internationaux (Premier League, Bundesliga, Primera Division, Lega Calcio).
En France, Sportfive gère les droits média de 15 clubs de football français.
En Afrique, Sportfive dispose également de l'exclusivité des droits médias suivant pour l'ensemble du monde : Coupe d'Afrique des nations de football (CAN), Championnat d'Afrique des nations de football (CHAN), Championnat d'Afrique U-20, Ligue des Champions de la CAF, Coupe de la Confédération de la CAF, Supercoupe de la CAF.